# Вінсент дю Віньо
Вінсент Дю Віньо (англ. Vincent du Vigneaud; 18 травня 1901, Чикаго — 11 грудня 1978, Ітака) — американський біохімік, лауреат Нобелівської премії з хімії (1955).

## Біографія
Закінчив університет Іллінойсу в 1923 році, медичну школу Рочестерського університету (1927), викладав в медичних школах університету Дж. Гопкінса, Единбурзького університету (Велика Британія), Інституту кайзера Вільгельма (Німеччина). У 1929-32 — на кафедрі біохімії університету в Іллінойсі, в 1932—38 — в університеті Дж. Вашингтона, з 1938 керував кафедрою біохімії медичного коледжу Корнельського університету, з 1967 професор кафедри хімії цього університету.

## Основні роботи
Основні праці по дослідженню хімічної будови інсуліна, біотина, процесів трансметилювання, обміну амінокислот. Ряд робіт присвячено синтезу пеніциліна. Визначив будову і синтезував гормони задньої частки гіпофіза — вазопресин і окситоцин.

## Особливості характеру, цікаві факти
В доповнення до своїх наукових досягнень, Вінсент дю Віньо був прекрасним вчителем і лектором. Один із його співробітників, Клаус Хофман, пізніше згадував, що лекції дю Віньо студентам були цікаві і добре підготованими. Він підкреслював важливість викладання і казав, що викладання важливіше за дослідження. Було справжнім задоволенням слухати його презентації, котрі були також кропітливо підготовлені і відрепетировані, як і його наукові статті. Його лабораторія була навдивовижно добре організована.

## Нобелівська премія
У 1955 році Вінсента дю Віньо було нагороджено Нобелівською премією з хімії — «За роботу з біологічно активними сполуками, і перш за все за вперше здійснений синтез поліпептідного гормону».

## Наукові праці
- A trail of research in Sulfur chemistry and metabolism and related fields, Ithaca (NY), 1952.